# Kubok Rossii 2020-2021 (calcio a 5)
La Coppa di Russia 2020-2021 è stata la 29ª edizione del torneo. La competizione si è giocata dal 4 settembre 2020 al 21 marzo 2021.

## Secondo turno

### Zona Ovest
| Squadra         | P.ti | G | V | N | P | GF | GS | DR |
| --------------- | ---- | - | - | - | - | -- | -- | -- |
| Sibirjak        | 7    | 3 | 2 | 1 | 0 | 10 | 6  | +4 |
| Korporacija ASI | 5    | 3 | 1 | 2 | 0 | 11 | 6  | +5 |
| Pyt-Yakh        | 3    | 3 | 1 | 0 | 2 | 8  | 14 | -6 |
| A-Tur Perm      | 1    | 3 | 0 | 1 | 2 | 9  | 12 | -3 |

### Zona Est
| Squadra         | P.ti | G | V | N | P | GF | GS | DR |
| --------------- | ---- | - | - | - | - | -- | -- | -- |
| Gazprom Burenie | 9    | 3 | 3 | 0 | 0 | 15 | 6  | +9 |
| Spartak Mosca   | 6    | 3 | 2 | 0 | 1 | 10 | 7  | +3 |
| Berkut          | 3    | 3 | 1 | 0 | 2 | 10 | 13 | -3 |
| Alga            | 0    | 3 | 0 | 0 | 3 | 9  | 18 | -9 |

## Ottavi di finale
| Squadra 1       | Totale  | Squadra 2         | Andata | Ritorno |
| --------------- | ------- | ----------------- | ------ | ------- |
| Sibirjak        | -       | Dinamo Samara     | -      | -       |
| Berkut          | 5 - 6   | Sinara            | 3 - 5  | 2 - 1   |
| Spartak Mosca   | 3 - 9   | Noril'skij Nikel' | 0 - 6  | 3 - 3   |
| Gazprom Burenie | 3 - 7   | Novaja Generacija | 0 - 3  | 3 - 4   |
| Torpedo NN      | 9 - 6   | Ukhta             | 7 - 4  | 2 - 2   |
| Alga            | 10 - 17 | Gazprom Jugra     | 6 - 12 | 4 - 5   |
| Pyt-Yakh        | 1 - 23  | KPRF Mosca        | 0 - 13 | 1 - 10  |
| Korporacija ASI | 5 - 9   | Tjumen'           | 2 - 6  | 3 - 3   |

## Quarti di finale
| Squadra 1         | Totale  | Squadra 2     | Andata | Ritorno |
| ----------------- | ------- | ------------- | ------ | ------- |
| Noril'skij Nikel' | 8 - 11  | Sinara        | 5 - 4  | 3 - 7   |
| Novaja Generacija | 5 - 7   | Gazprom Jugra | 2 - 4  | 3 - 3   |
| Dinamo Samara     | 4 - 7   | Tjumen'       | 2 - 4  | 2 - 3   |
| Torpedo NN        | 11 - 11 | KPRF Mosca    | 8 - 2  | 3 - 9   |

## Semifinali
| Squadra 1  | Totale | Squadra 2     | Andata | Ritorno |
| ---------- | ------ | ------------- | ------ | ------- |
| Torpedo NN | 3 - 4  | Tjumen'       | 3 - 1  | 0 - 3   |
| Sinara     | 6 - 9  | Gazprom Jugra | 1 - 5  | 5 - 4   |

## Finale
| Squadra 1 | Totale | Squadra 2     | Andata | Ritorno |
| --------- | ------ | ------------- | ------ | ------- |
| Tjumen'   | 2 - 13 | Gazprom Jugra | 0 - 7  | 2 - 6   |